# Antiguraleus rossianus
Antiguraleus rossianus är en snäckart som beskrevs av Powell 1942. Antiguraleus rossianus ingår i släktet Antiguraleus och familjen kägelsnäckor. Inga underarter finns listade i Catalogue of Life.